# Vincent Bastien
Vincent Bastien é um empresário francês. Leciona em Paris-Dauphine e HEC Paris.

## Biografia
Nascido a 25 de fevereiro de 1949, Vincent Bastien é antigo aluno da Escola Politécnica (X1967), do HEC Paris MBA (antigo Institut Supérieur des affaires) e do programa Senior Executive da Stanford Business School. Iniciou a sua carreira no grupo Saint-Gobain em 1972 e foi nomeadamente CEO da Saint-Gobain Desjonqueres (1980-1988).
Paralelamente (1973-1995), foi CEO dos estabelecimentos Bastien (Vosges - 88), 200 pessoas, especializados na confecção de vestidos. Criou uma linha de pronto-a-vestir feminino, sob a marca "Vincent Bastien". Em 1995, quando assumiu o comando da filial de Beleza do grupo Sanofi, vendeu esta empresa a um terceiro comprador, que a liquidou.
De 1988 a 1995, foi CEO da Louis Vuitton, empresa do grupo LVMH. Liderou o negócio da família até que este foi comprado por um preço elevado pela LVMH. Foi depois vice-diretor do ramo de beleza da Sanofi e CEO da Yves Saint Laurent Parfum (1995-1996). Em 1996, a administração da Sanofi aproveitou a publicação dos resultados do seu ramo de perfumes e produtos de beleza dos primeiros nove meses do ano (queda de 5%) para anunciar a sua saída, porque pretendia então desmantelar este ramo e vendê-lo. Tornou-se então diretor geral da Lancel em 1998, de onde saiu em 1999.
Após a sua passagem pela indústria e pelo luxo, tornou-se diretor-geral da Smart Valley (2000), uma empresa de consultoria em sistemas de informação. Tornou-se presidente e CEO da Quebecor France e depois da Quebecor World Europe (2001), antes de abandonar o grupo em 2003. É presidente do Conselho Fiscal da Partenaires-Livres desde 2004.
Atualmente é professor na HEC Paris, onde leciona “estratégia de luxo”. O seu curso é construído em torno da sua experiência de sucesso à frente da Louis Vuitton e do seu livro, escrito com Jean-Noël Kapferer, Luxe oblige.